# Liebe mit 16
Liebe mit 16 ist ein deutscher Jugendfilm der DEFA von Herrmann Zschoche aus dem Jahr 1974.

## Handlung
Die 16-jährige Ina nimmt auf Drängen der Mutter Tanzstunden. Auch der 18-jährige Matti nimmt an den Stunden teil. Er verliebt sich in Ina, die ihn zunächst abweist. Auf Betreiben des Tanzlehrers werden beide bei den Übungen ein Tanzpaar und kommen sich bald auch außerhalb der Stunden näher. Die Eltern reagieren auf das Verhältnis ihrer Kinder mit gemischten Gefühlen. Inas Mutter ist strikt gegen eine Beziehung, da Ina in ihren Augen zu jung dafür ist. Sie fürchtet, Ina könne schwanger werden, woraufhin die Kindpflege dann bei ihr, der Mutter, landen würde. Sie verbietet Ina, Matti mit nach Hause zu bringen. Inas Vater will der Tochter nichts vorschreiben, geht mit Ina und Matti spazieren und erkennt, dass die Beziehung noch „harmlos“ ist. Mattis Mutter hat keine Bedenken und freut sich für ihn, tut sich jedoch mit der sexuellen Aufklärung des Sohns schwer. Matti verspricht, sie bei Unklarheiten um Rat zu bitten. Mattis Vater hingegen ist gegen die Beziehung, da er glaubt, der Sohn würde seine gesellschaftlichen Verpflichtungen vernachlässigen, habe er doch bereits mehrfach bei GST-Stunden gefehlt.
Ina und Matti fühlen sich missverstanden und pflegen ihre Beziehung heimlich. Sie gehen an einem See baden und Matti bringt Ina Schwimmen bei. Zunächst bleibt es bei Küssen. Ina will mit Matti heimlich gemeinsam die Ferien verbringen, wobei sie bei einer LPG einen Teil des Urlaubsgeldes erarbeiten wollen. Die Eltern jedoch verbieten ihr die Reise, sodass Matti mit Freunden fährt und prompt mit einem Mädchen aus der LPG flirtet. Zurück zu Hause organisiert er für sich und Ina eine abgelegene Bootshütte, damit beide im Herbst eine Bleibe haben. In der Hütte schlafen sie zum ersten Mal miteinander. Ina ist ernüchtert, zumal sie bald darauf glaubt, schwanger zu sein, was sich jedoch als Trugschluss herausstellt. Es kommt zu Streitereien zwischen Ina und Matti, aber auch Versöhnungen. Am Ende findet der Abschlussball statt. Ina und Matti nehmen als Tanzpaar teil und auch ihre Eltern lernen sich nun kennen. Während Ina und Matti eher zurückhaltend bleiben, finden die Elternteile am jeweils anderen Partner Gefallen und planen bereits die feste Beziehung der beiden weiter – was für eine Schwiegertochter Ina wäre, wie man dem Paar später eine gemeinsame Wohnung beschaffen könnte und ob beide Kinder haben werden. Matti stellt fest, dass er gut ohne all das, auch ohne den Ball, leben könnte.

## Produktion
Die Dreharbeiten fanden unter anderem in Schwerin statt. Die Szenen der Tanzstunden wurden in der Gaststätte "Mühlengrund" in der Nähe von Potsdam gedreht. Liebe mit 16 erlebte am 29. Juni 1974 auf der Freilichtbühne Neubrandenburg seine Premiere und kam am 12. Juli 1974 in die Kinos der DDR. Am 24. Februar 1976 wurde er erstmals auf DFF 1 im Fernsehen gezeigt und lief am 13. März 1976 auf dem Ersten erstmals in der BRD.
Nach Für die Liebe noch zu mager? war es der zweite Film, in dem Simone von Zglinicki die Hauptrolle übernahm. Heinz-Peter Linse, der Darsteller des Matti, war in Saarmund bei Potsdam Laienschauspieler und wurde später als Aufnahmeleiter bei der DEFA tätig. In der Rolle des Matti wurde H.-P. Linse von dem Berliner Synchronsprecher Bernd Lehmann gesprochen, da der Darsteller stimmlich nicht zur Figur passte. Auch wurde aus dem Original-Film die Sequenz geschnitten, in der Ina im Ferienlager auf den Tennistrainer (Willi Schrade) trifft, der mit Ina heftig flirtet.
Den Titel Außer Atem, der im Film von Veronika Fischer gesungen wird, schrieben Ulrich Gumpert und Peter Gotthardt.

## Kritik
Die zeitgenössische Kritik sah den Film differenziert:

„Alles, was Ina und Matti betrifft, ist mit großer Sorgfalt inszeniert. Simone von Zglinicki und der Oberschüler Heinz-Peter Linse stellen das Entstehen von Beziehungen mit einer Intensität dar, wie es jungen Schauspielern vor der Kamera nur selten gelingt. Das ist zweifellos ein Verdienst der Regie. Hier liegt ihre Stärke. Hier lag auch eine Möglichkeit, die vom Buch vorgegebenen Konflikte zu vertiefen. Aber diese Chance wurde nicht genutzt. Vielmehr scheint der Regisseur Herrmann Zschoche einen Weg der Realisierung darin gesehen zu haben, den Stoff so heiter wie möglich auf die Leinwand zu bringen.“

„Der sympathische Film war unentschieden inszeniert“, stellte Frank-Burkhard Habel fest.
Andere Kritiker lobten den Film als einen „‚kleinen‘, aber nicht weniger wichtigen Film… aus Babelsberg, [der] sich im Grunde durch stimmige Haltungen und Handlungen der Figuren auszeichne[t], durch Szenen und Situationen, in denen das Fluidum unseres heutigen Alltags durchaus spürbar wird.“
„Obwohl in der Behandlung der gesellschaftlichen Probleme eher oberflächlich gehalten, zeichnet der Film ein vergleichsweise reales Bild der Verhältnisse in der DDR“, befand der film-dienst.
Für Cinema war die „feinfühlige Teenagerromanze“ Liebe mit 16 „ein sympathischer kleiner Film über Erwachsenwerden und erste Liebe, erfrischend klischeefrei und mit vielen kleinen Einblicken in den Alltag der 70er-Jahre-DDR. Fazit: Ein kleines Highlight aus dem ‚realen Sozialismus‘.“